# DSA Antananarivo
El Domoina Soavina Atsimondrano Antananarivo más conocido como DSA Antananarivo es un equipo de fútbol de Madagascar que milita en la Segunda División de Madagascar, la tercera liga de fútbol en importancia en el país.

## Historia
Fue fundado en el año 1980 en la capital Antananarivo y ha ganado el Campeonato malgache de fútbol en dos ocasiones, aunque no juega en la máxima categoría desde la temporada 2002.
A nivel internacional ha participado en cinco torneos continentales, donde ha alcanzado los cuartos de final en dos de esas apariciones.

## Palmarés
- Campeonato malgache de fútbol: 2

1997, 1998

## Participación en competiciones de la CAF
| Temporada | Torneo                      | Ronda            | Club                  | Casa | Visita | Global      |
| --------- | --------------------------- | ---------------- | --------------------- | ---- | ------ | ----------- |
| 1997      | Copa CAF                    | 1                | US Stade Tamponnaise  | 1-0  | 0-1    | 1-1 (4-2 p) |
| 1997      | Copa CAF                    | 2                | Mochudi Centre Chiefs | 2-1  | 2-1    | 4-2         |
| 1997      | Copa CAF                    | Cuartos de final | Jasper United         | 0-0  | 0-2    | 0-2         |
| 1998      | Copa CAF                    | 1                | Maxaquene             | 1-0  | 0-0    | 1-0         |
| 1998      | Copa CAF                    | 2                | UEB                   | 1-0  | 2-3    | 3-3 (a)     |
| 1998      | Copa CAF                    | Cuartos de final | CS Sfaxien            | 1-0  | 0-2    | 1-2         |
| 1999      | Liga de Campeones de la CAF | 1                | SS Saint-Louisienne   | 1-1  | 0-1    | 1-2         |
| 2000      | Copa CAF                    | 1                | Nchanga Rangers       | 0-1  | 0-1    | 0-2         |
| 2003      | Copa CAF                    | 1                | St Michel United FC   | 0-0  | 0-1    | 0-1         |